# Campionati europei di windsurf
I Campionati europei di windsurf  sono una competizione sportiva annuale organizzata dalla Federazione Internazionale della Vela. La prima edizione si è svolta nel 2006 ad Alaçatı, mentre l'ultima si è svolta nel 2021. 

## Edizioni
| Edizione | Anno | Città            |
| -------- | ---- | ---------------- |
| I        | 2006 | Alaçatı          |
| II       | 2007 | Limassol         |
| III      | 2008 | Brest            |
| IV       | 2009 | Tel-Aviv         |
| V        | 2010 | Sopot            |
| VI       | 2011 | Burgas           |
| VII      | 2012 | Madeira          |
| VIII     | 2013 | Brest            |
| IX       | 2014 | Çeşme            |
| X        | 2015 | Mondello         |
| XI       | 2016 | Helsinki         |
| XII      | 2017 | Marsiglia        |
| XIII     | 2018 | Sopot            |
| XIV      | 2019 | Palma di Maiorca |
| XV       | 2020 | Vilamoura        |
| XVI      | 2021 | Vilamoura        |

## Medagliere
| Posiz. | Nazione     | Oro | Argento | Bronzo | Totale |
| ------ | ----------- | --- | ------- | ------ | ------ |
| 1      | Polonia     | 8   | 2       | 11     | 21     |
| 2      | Francia     | 7   | 5       | 8      | 20     |
| 3      | Spagna      | 6   | 2       | 3      | 11     |
| 4      | Israele     | 3   | 6       | 2      | 11     |
| 5      | Paesi Bassi | 3   | 4       | 1      | 8      |
| 6      | Regno Unito | 2   | 4       | 2      | 8      |
| 7      | Grecia      | 1   | 4       | 1      | 6      |
| 8      | Italia      | 1   | 3       | 2      | 6      |
| 9      | Portogallo  | 1   | 0       | 0      | 1      |
| 10     | Russia      | 0   | 2       | 1      | 3      |
| 11     | Finlandia   | 0   | 0       | 1      | 1      |
| Totale | Totale      | 32  | 32      | 32     | 96     |